# Hengill
Hengill és un volcà que es troba al sud-est d'Islàndia, al sud de Þingvellir, que ocupa una superfície de 100 km². El volcà es manté actiu, com evidencien les nombroses fonts d'aigua termal i fumaroles, però la darrera erupció va tenir lloc fa uns 2.000 anys.
El volcà és una important font d'energia pel sud del país, que es capta a la central de Nesjavellir (prop de la riba occidental del llac Þingvallavatn) i a la central de Hellisheiði, uns 11 quilòmetres al sud-oest de Nesjavellir. Ambdues centrals són operades per Orkuveita Reykjavíkur. La petita vila de Hveragerði, amb nombroses fonts termals, es troba a la zona.